# Gricignano di Aversa
Gricignano di Aversa ist eine italienische Gemeinde (comune) mit 12.900 Einwohnern (Stand 31. Dezember 2023) in der Provinz Caserta in Kampanien. Die Gemeinde liegt etwa 13 Kilometer südwestlich von Caserta und etwa 15 Kilometer nördlich von Neapel.

## Wirtschaft und Verkehr
Die Landwirtschaft prägt den Ort. Die Gemeinde liegt an der Strada Statale 7bis (Variante) di Terra di Lavoro . Die frühere Strada statale 265 dei Ponti della Valle führt nunmehr als Provinzstraße 335 um Gricignano herum. Ein Bahnhof (Gricignano-Teverola) besteht gemeinsam mit der Nachbargemeinde Teverola an der Bahnstrecke von Neapel nach Foggia. Die US Navy hat hier einen Stützpunkt.